# Потери самолётов США над Северным Вьетнамом (июль—август 1967)
В данном списке перечислены американские самолёты, потерянные при выполнении боевых заданий над Северным Вьетнамом в ходе Вьетнамской войны в период с июля по август 1967 года. Приведены только потери, удовлетворяющие следующим условиям:
- потеря является безвозвратной, то есть самолёт уничтожен или списан из-за полученных повреждений;
- потеря понесена по боевым или небоевым причинам в регионе Юго-Восточной Азии (включая Северный Вьетнам, Южный Вьетнам, Лаос, Камбоджу, Таиланд, Японию, Китай) и связана с боевыми операциями против Северного Вьетнама (Демократической Республики Вьетнам);
- потерянный самолёт состоял на вооружении Военно-воздушных сил, Военно-морских сил, Корпуса морской пехоты или Армии Соединённых Штатов Америки;
- потеря произошла в период между 1 июля и 31 августа 1967 года.

Список составлен на основе открытых источников. Приведённая в нём информация может быть неполной или неточной, а также может не соответствовать официальным данным министерств обороны США и СРВ. Тем не менее, в нём перечислены почти все самолёты, члены экипажей которых погибли или попали в плен. Неполнота связана в основном с теми самолётами, члены экипажей которых были эвакуированы поисково-спасательными службами США, а также с самолётами, потерянными вне пределов Северного Вьетнама (в этом случае не всегда возможно определить, была ли потеря связана с операциями именно против этой страны).
Список не затрагивает потери американской авиации, понесённые в операциях против целей на территории Южного Вьетнама, Лаоса и Камбоджи. Список составлялся без использования данных монографии Кристофера Хобсона «Vietnam Air Losses».

## Краткая характеристика периода
В июле—августе 1967 года американская авиация продолжала бомбардировки Северного Вьетнама в рамках операции Rolling Thunder. 29 июля произошёл крупный пожар на авианосце «Форрестол» в Тонкинском заливе, при этом погибло 135 человек и было уничтожено более 20 самолётов. В августе воздушная война значительно активизировалась. Авиации США удалось вывести из строя стратегически важный мост Лонгбьен в Ханое («мост Думера»), однако за месяц были понесены очень тяжёлые потери.

## Потери

### Июль
- 2 июля 1967 — A-4B «Скайхок» (номер 145002, ВМС США). Потерян над провинцией Тхай-Бинь. Пилот погиб.
- 2 июля 1967 — F-105D «Тандерчиф» (сер. номер 60-0413, 357-я тактическая истребительная эскадрилья ВВС США). Сбит зенитным огнём. Пилот спасён.
- 4 июля 1967 — A-4C «Скайхок» (номер 148544, 15-я штурмовая эскадрилья ВМС США). Пропал в районе Хай-Зыонг, предположительно сбит зенитным огнём. Пилот погиб.
- 5 июля 1967 — F-105D «Тандерчиф» (сер. номер 61-0042, 357-я тактическая истребительная эскадрилья ВВС США). Сбит зенитным огнём. Пилот попал в плен, где умер.
- 5 июля 1967 — F-105D «Тандерчиф» (сер. номер 60-0454, 357-я тактическая истребительная эскадрилья ВВС США). Сбит зенитным огнём в районе Као-Нунг. Пилот катапультировался и погиб при невыясненных обстоятельствах.
- 5 июля 1967 — F-105D «Тандерчиф» (сер. номер 61-0127, 354-я тактическая истребительная эскадрилья ВВС США). Сбит зенитным огнём в районе Као-Нунг. Пилот попал в плен.
- 6 июля 1967 — F-4C «Фантом» II (480-я тактическая истребительная эскадрилья ВВС США). Сбит зенитным огнём. Оба члена экипажа попали в плен.
- 9 июля 1967 — A-4C «Скайхок» (номер 149542, 146-я штурмовая эскадрилья ВМС США). Сбит ЗРК. Пилот погиб.
- 9 июля 1967 — A-4C «Скайхок» (номер 149603, 34-я штурмовая эскадрилья ВМС США). Сбит ЗРК в районе Нинь-Бинь. Пилот попал в плен.
- 10 июля 1967 — F-105D «Тандерчиф» (сер. номер 60-0424, 34-я тактическая истребительная эскадрилья ВВС США). Сбит зенитным огнём. Пилот спасён.
- 14 июля 1967 — A-4C «Скайхок» (номер 147709, 76-я штурмовая эскадрилья ВМС США). Сбит ЗРК над провинцией Хай-Нунг. Пилот попал в плен.
- 15 июля 1967 — A-1H «Скайрейдер» (номер 135288, 152-я штурмовая эскадрилья ВМС США). Сбит зенитным огнём в районе Тханьхоа. Пилот погиб.
- 17 июля 1967 — F-105D «Тандерчиф» (сер. номер 59-1748, 333-я тактическая истребительная эскадрилья ВВС США). Сбит зенитным огнём в районе Кеп. Пилот попал в плен.
- 18 июля 1967 — A-4E «Скайхок» (номер 151175, 164-я штурмовая эскадрилья ВМС США). Подбит зенитным огнём, упал в районе Намдинь. Пилот спасён.
- 18 июля 1967 — A-4E «Скайхок» (номер 152034, 164-я штурмовая эскадрилья ВМС США). Подбит зенитным огнём, упал в Тонкинский залив. Пилот спасён.
- 18 июля 1967 — A-4E «Скайхок» (номер 151986, 164-я штурмовая эскадрилья ВМС США). Сбит зенитным огнём в районе Фу-Ли. Пилот попал в плен, где умер.
- 18 июля 1967 — F-4D «Фантом» II (сер. номер 66-0248, 555-я тактическая истребительная эскадрилья ВВС США). Сбит зенитным огнём. Оба члена экипажа спасены.
- 19 июля 1967 — F-105D «Тандерчиф» (сер. номер 60-0441, 357-я тактическая истребительная эскадрилья ВВС США). Сбит зенитным огнём северо-восточнее Донгхой. Пилот спасён.
- 20 июля 1967 — A-4E «Скайхок» (номер 150097, 163-я штурмовая эскадрилья ВМС США). Сбит зенитным огнём. Пилот спасён.
- 25 июля 1967 — A-4E «Скайхок» (номер 149961, 163-я штурмовая эскадрилья ВМС США). Столкнулся с землёй южнее Хатинь во время захода на цель в ночных условиях. Пилот погиб.
- 25 июля 1967 — F-4C «Фантом» II (ВВС США). Сбит южнее Донгхой. Оба члена экипажа погибли.
- 27 (26?) июля 1967 — RF-4C «Фантом» II (сер. номер 64-1042, 16-я тактическая разведывательная эскадрилья ВВС США). Сбит юго-западнее Донгхой истребителем МиГ-21 (по вьетнамским данным). Оба члена экипажа погибли.
- 28 июля 1967 — F-105D «Тандерчиф» (сер. номер 62-4334, ВВС США). Сбит зенитным огнём. Пилот катапультировался и погиб при неудачном приземлении.
- 29 июля 1967 — F-105D «Тандерчиф» (сер. номер 58-1163, 357-я тактическая истребительная эскадрилья ВВС США). Сбит зенитным огнём восточнее Хонгай. Пилот спасён.

Самолёты, потерянные в результате пожара на авианосце «Форрестол» 29 июля 1967 года:
- A-4E «Скайхок» (номер 150064, 46-я штурмовая эскадрилья ВМС США). Пилот погиб.
- A-4E «Скайхок» (номер 150068, 46-я штурмовая эскадрилья ВМС США). Пилот погиб.
- A-4E «Скайхок» (номер 150129, ВМС США).
- A-4E «Скайхок» (номер 149996, ВМС США).
- A-4E «Скайхок» (номер 150118, ВМС США).
- A-4E «Скайхок» (номер 150115, ВМС США).
- A-4E «Скайхок» (номер 155084, ВМС США).
- RA-5C «Виджилент» (номер 148932, 11-я тяжёлая разведывательная эскадрилья ВМС США).
- RA-5C «Виджилент» (номер 149284, 11-я тяжёлая разведывательная эскадрилья ВМС США).
- RA-5C «Виджилент» (номер 149305, 11-я тяжёлая разведывательная эскадрилья ВМС США).

- 31 (30?) июля 1967 — F-4C «Фантом» II (559-я тактическая истребительная эскадрилья ВВС США). Пропал над провинцией Куангбинь. Оба члена экипажа погибли.
- 31 июля 1967 — F-8C «Крусейдер» (111-я истребительная эскадрилья ВМС США). Сбит ЗРК. Пилот попал в плен.

### Август
- 1 августа 1967 — RF-101C «Вуду» (сер. номер 56-0207, 20-я тактическая разведывательная эскадрилья ВВС США). Сбит ЗРК. Пилот погиб.
- 1 августа 1967 — A-4C «Скайхок» (номер 147670, 15-я штурмовая эскадрилья ВМС США). Сбит зенитным огнём. Пилот спасён.
- 2 августа 1967 — RF-4C «Фантом» II (10-я тактическая разведывательная эскадрилья ВВС США). Потерян по неизвестным причинам в районе Винь. Оба члена экипажа погибли.
- 3 августа 1967 — F-105D «Тандерчиф» (сер. номер 58-1154, 13-я тактическая истребительная эскадрилья ВВС США). Сбит зенитным огнём в районе Кеп. Пилот попал в плен.
- 4 августа 1967 — A-4E «Скайхок» (номер 150052, 163-я штурмовая эскадрилья ВМС США). Сбит ЗРК в районе Хайфона. Пилот сочтён попавшим в плен, хотя, очевидно, не успел катапультироваться.
- 6 августа 1967 — F-4C «Фантом» II (390-я тактическая истребительная эскадрилья ВВС США). Сбит, упал в Тонкинский залив. Оба члена экипажа погибли.
- 7 августа 1967 — F-4C «Фантом» II (559-я тактическая истребительная эскадрилья ВВС США). Сбит в районе Донгхой. Оба члена экипажа попали в плен.
- 9 августа 1967 — RF-4C «Фантом» II (сер. номер 64-1059, 16-я тактическая разведывательная эскадрилья ВВС США). Сбит истребителем МиГ-21 по вьетнамским данным или зенитным огнём/ЗРК по американским. Оба члена экипажа попали в плен.
- 12 августа 1967 — F-105D «Тандерчиф» (сер. номер 62-4278, 469-я тактическая истребительная эскадрилья ВВС США). Сбит зенитным огнём в районе Ханоя. Пилот попал в плен.
- 12 августа 1967 — RF-4C «Фантом» II (сер. номер 65-0882, 11-я тактическая разведывательная эскадрилья ВВС США). Сбит ЗРК над провинцией Ха-Бак. Оба члена экипажа попали в плен, где один из них умер.
- 13 августа 1967 — RA-5C «Виджилент» (номер 151634, 12-я тяжёлая разведывательная эскадрилья ВМС США). Сбит зенитным огнём. Оба члена экипажа попали в плен.
- 17 августа 1967 — F-105D «Тандерчиф» (сер. номер 62-4378, 44-я тактическая истребительная эскадрилья ВВС США). Подбит севернее демилитаризованной зоны, упал в Тонкинский залив. Пилот спасён.
- 21 августа 1967 — F-105D «Тандерчиф» (сер. номер 60-0437, 354-я тактическая истребительная эскадрилья ВВС США). Сбит зенитным огнём в районе Ханоя. Пилот погиб.
- 21 августа 1967 — F-105D «Тандерчиф» (сер. номер 59-1720, 354-я тактическая истребительная эскадрилья ВВС США). Сбит зенитным огнём южнее Ханоя. Пилот погиб.
- 21 августа 1967 — A-6A «Интрудер» (номер 152638, 196-я штурмовая эскадрилья ВМС США). Сбит ЗРК в районе Ханоя. Оба члена экипажа попали в плен.
- 21 августа 1967 — A-6A «Интрудер» (номер 152627, 196-я штурмовая эскадрилья ВМС США). Сбит китайским истребителем МиГ-19 в районе вьетнамо-китайской границы. Оба члена экипажа погибли.
- 21 августа 1967 — A-6A «Интрудер» (номер 152625, 196-я штурмовая эскадрилья ВМС США). Непреднамеренно вторгся в воздушное пространство Китая при отходе от цели и сбит китайским истребителем МиГ-19. Один член экипажа погиб, другой попал в плен (освобождён в 1973 году).
- 21 августа 1967 — F-4B «Фантом» II (номер 152247, 142-я истребительная эскадрилья ВМС США). Сбит зенитным огнём. Оба члена экипажа спасены.
- 23 (22?) августа 1967 — F-4D «Фантом» II (сер. номер 66-7517, 435-я тактическая истребительная эскадрилья ВВС США). Сбит юго-западнее Донгхой во время ночного вылета. Один из членов экипажа спасён, другой погиб.
- 23 августа 1967 — F-105D «Тандерчиф» (сер. номер 59-1752, 357-я тактическая истребительная эскадрилья ВВС США). Сбит в районе Бак-Зянг зенитным огнём по американским данным или истребителем МиГ-21 по вьетнамским. Пилот попал в плен.
- 23 августа 1967 — F-4D «Фантом» II (сер. номер 65-0726, 555-я тактическая истребительная эскадрилья ВВС США). Сбит зенитным огнём. Оба члена экипажа попали в плен.
- 23 августа 1967 — F-4D «Фантом» II (сер. номер 66-0260, 555-я тактическая истребительная эскадрилья ВВС США). Подбит зенитным огнём, упал на территории Таиланда. Оба члена экипажа спасены.
- 23 августа 1967 — F-4D «Фантом» II (сер. номер 66-0247, 555-я тактическая истребительная эскадрилья ВВС США). Сбит истребителем (МиГ-21 по американским данным, МиГ-17 — по вьетнамским). Один из членов экипажа попал в плен, другой погиб.
- 23 августа 1967 — F-4D «Фантом» II (сер. номер 66-0238, 555-я тактическая истребительная эскадрилья ВВС США). Сбит истребителем МиГ-21 над провинцией Туйен-Куанг. Один из членов экипажа попал в плен, другой погиб.
- 23 августа 1967 — F-4B «Фантом» II (номер 149498, 142-я истребительная эскадрилья ВМС США). Сбит ЗРК восточнее Ханоя. Оба члена экипажа погибли.
- 24 августа 1967 — F-105D «Тандерчиф» (сер. номер 62-4268, 357-я тактическая истребительная эскадрилья ВВС США). Сбит зенитным огнём северо-восточнее Кеп. Пилот попал в плен.
- 25 августа 1967 — A-4C «Скайхок» (номер 148440, 15-я штурмовая эскадрилья ВМС США). Сбит зенитным огнём или истребителем МиГ-17. Пилот спасён.
- 26 августа 1967 — F-100F «Уайлд Уизл» I (ВВС США). Сбит зенитным огнём. Один из членов экипажа спасён, другой попал в плен, впоследствии удостоен Медали Почёта.
- 26 (27?) августа 1967 — F-4C «Фантом» II (сер. номер 64-0692, ВВС США). Сбит зенитным огнём. Оба члена экипажа погибли.
- 27 августа 1967 (ночь) — A-6A «Интрудер» (номер 152639, 533-я всепогодная штурмовая эскадрилья Корпуса морской пехоты США). Сбит зенитным огнём восточнее Хонгай. Оба члена экипажа погибли.
- 31 августа 1967* — A-4E «Скайхок» (номер 151991, 164-я штурмовая эскадрилья ВМС США). Сбит ЗРК в районе Хайфона, упал в Тонкинский залив. Пилот погиб при катапультировании.
- 31 августа 1967* — A-4E «Скайхок» (номер 149975, 163-я штурмовая эскадрилья ВМС США). Сбит ЗРК в районе Хайфона, упал в Тонкинский залив. Пилот попал в плен.
- 31 августа 1967* — A-4E «Скайхок» (номер 152028, 163-я штурмовая эскадрилья ВМС США). Сбит ЗРК в районе Хайфона, упал в Тонкинский залив. Пилот попал в плен.

-* Все три сбиты одной ракетой. Подробности:

## Общая статистика
По состоянию на 19 марта 2025 года в списке перечислены следующие потери:
| Самолёты            | #  |
| A-1                 | 1  |
| A-4                 | 23 |
| A-6                 | 4  |
| F-4                 | 18 |
| F-8                 | 1  |
| F-100               | 1  |
| F-105               | 16 |
| RA-5C               | 4  |
| RF-101C             | 1  |
| Итого: 69 самолётов |    |

Эти данные не являются полными и могут меняться по мере дополнения списка.